# Par le temps (film)
Pour plus de détails, voir Fiche technique et Distribution.
Par le temps (en persan : والعصر (قسم به زمان...),  Valasr en persan romanisé) est un film documentaire iranien écrit et réalisé par le cinéaste indépendant Ali Fatehi, produit en 2011. Ce film est réalisé après la mort du Grand Ayatollah Montazeri et dans le sillage du mouvement vert en Iran. Ce film aborde trois périodes de la vie de Hossein Ali Montazeri, avant la révolution, quand il est devenu adjoint du chef suprême et enfin, quand il a laissé le pouvoir. Ce documentaire est sorti en Malaisie le premier anniversaire de la mort de l'ayatollah, puis a été diffusé par chaîne satellite de Rasa,.

## Synopsis
Dans ce film documentaire de 45 minutes, en outre Les parties du discours et des opinions religieuses et politiques de l'ayatollah Montazeri, certains personnages ont parlé comme : Ezzatollah Sahabi, Ahmad Salamatian, Mohammad Javad Akbarein, Reza Alijani, Hasan Yousefi Eshkevari, Masoud Adib, Farokh Negahdar et Movahedi.
Le titre fait référence à la sourate Al-Asr (CIII, « Le temps »).

## Fiche technique
- Titre : Par le temps (titre international : By time)
- Réalisation : Ali Fatehi
- Scénario : Ali Fatehi
- Producteur : Ali Fatehi
- Durée : 45 minutes
- Pays :  Iran
- Langue : persan
- Date de sortie : 2011